# Dick Giordano
Richard Joseph „Dick“ Giordano (* 20. Juli 1932 in New York City, New York; † 27. März 2010 in Ormond Beach, Florida) war ein US-amerikanischer Comiczeichner und -redakteur.

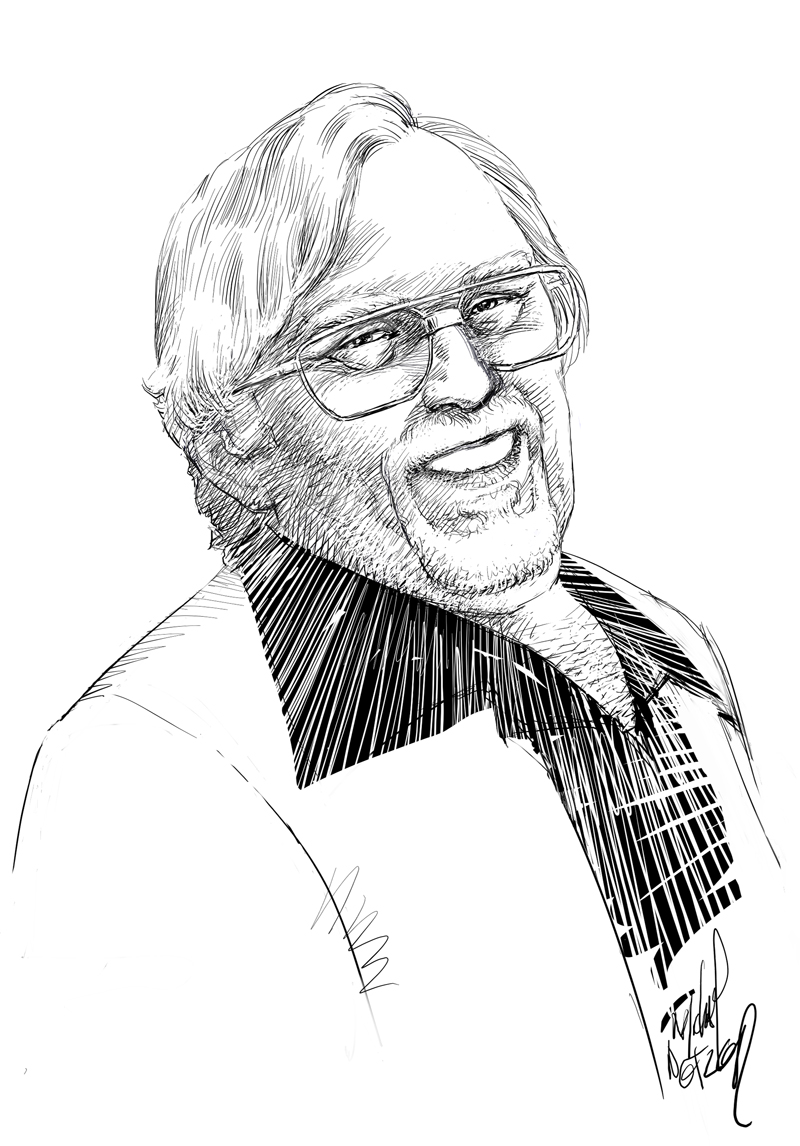
Dick Giordano (Porträt von Michael Netzer)

## Leben und Arbeit
Giordano wuchs im New Yorker Stadtteil Manhattan auf. Er begann seine Karriere in der Comicbranche in den 1960er Jahren bei dem Kleinverlag Charlton Comics. Dort koordinierte er als Redakteur das sogenannte „Action-Hero“-Segment des Verlages, das auf Science-Fiction- und Superheldengeschichten spezialisiert war.
1968 wechselte Giordano auf Drängen von Carmine Infantino als leitender Redakteur zu DC Comics, dem führenden Verlag auf dem amerikanischen Comicmarkt. Seine ersten Projekte – die nonchalante Westernserie Bat Lash und die ungewöhnliche Serie Deadman, die mit einer bis dahin noch nie dagewesenen Vermischung der Genres des Horror- und des Superheldencomics aufwartete – wurden zwar von der Kritik hochgelobt, blieben kommerziell jedoch erfolglos.
Gemeinsam mit Neal Adams, einem der Starzeichner jener Zeit, der schon die von Giordano edierten Deadman-Comics gestaltet hatte, gründete Giordano in den frühen 1970er Jahren das Atelier Continuity Studios, das bis heute besteht und sich vor allem auf die Gestaltung des Designs von Werbematerialien konzentriert.
Auf Drängen von Jenette Kahn kehrte Giordano in den späten 1970ern zu DC zurück. Nachdem er zeitweise die Comicserien um die Figur des Superhelden Batman, einer der Galionsfiguren im DC-Programm, redaktionell beaufsichtigte, wurde er 1981 zum Managing Editor des Verlages berufen. 1983 folgte die Beförderung zum Vizepräsidenten und ausführenden Redakteur des Verlages, eine Position, die er bis 1993 beibehielt. Gemeinsam mit Kahn und Paul Levitz inszenierte Giordano in den Mittachtzigern die Generalüberholung aller bedeutenden Serien im Verlagsprogramm von DC wie etwa Batman, Justice League of America, Superman, Teen Titans, Wonder Woman, Green Lantern oder The Flash, die 1987 allesamt mit neuen Nummer eins gestartet wurden.
Zu Beginn der 1990er Jahre rief Giordano zusammen mit Kahn und Levitz das auf einen erwachsenen Leserkreis zugeschnittene Vertigo-Imprint des DC-Verlages ins Leben, dessen Leitung sie Karen Berger übertrugen und das zahlreiche von der Kritik gefeierte Serien wie Sandman oder Preacher hervorbrachte.
Nachdem Giordano Anfang der 1990er Jahre in den Halbruhestand gegangen war, half er 2002 gemeinsam mit David Michelinie und Bob Layton den Verlag Future Comics ins Leben zu rufen, der allerdings bereits 2004 wieder aufgelöst wurde.
Als Künstler hat Giordano vor allem als Inker, der die Bleistiftzeichnungen anderer Künstler durch Nachzeichnen und Veredeln mit Tusche überarbeitet, auf sich aufmerksam gemacht. Zu den großen Werken der Comicgeschichte, die Giordanos geinkt hat, zählen unter anderem Neal Adams Zeichnungen für die von Dennis O’Neil verfasste zwölfteilige Geschichte Hard Travelling Heroes, die in den frühen 1970er Jahren in der Serie Green Lantern/Green Arrow erschien, George Pérez Zeichnungen für die Maxisierie Crisis on Infinite Earths und John Byrnes Zeichnungen für die Miniserie The Man of Steel und die Serie Action Comics in den Mittachtzigern. Hinzu kommen Tuschearbeiten für einige von Adams gezeichnete Batman-Geschichten und für die von Ross Andru gezeichneten Siebziger-Jahre-Hits Superman vs. The Amazing Spider-Man (1976) und Superman vs. Muhammad Ali (1978).
Seit 2002 zeichnete Giordano Comics der Serie The Phantom des schwedischen Verlags Egmont, die in Europa und Australien erschienen.
Giordano, der seit längerer Zeit an Leukämie litt, verstarb am 27. März 2010 an den Komplikationen einer Lungenentzündung im Florida Hospital Oceanside in Ormond Beach.
Zu den Künstlern, die sich auf Giordano als künstlerisches Vorbild berufen, zählen unter anderem die Tuscher Terry Austin, Klaus Janson, Steve Mitchell, Bob Layton und Mike DeCarlo.

## Preise und Auszeichnungen
Giordano hat im Laufe der Jahrzehnte zahlreiche Preise für seine Arbeit erhalten: So den Alley Award in der Kategorie bester Editor im Jahr 1969 und den Shazam Award als Bester Tuschezeichner in den Jahren 1970, 1971, 1973 und 1974.

## Werke

### Arbeiten für DC Comics
- Action Comics #419–420, 422–423, 426, 428–429, 432, 600, 836
- Adventure Comics #419 (Zatanna-Geschichte), #475–478 (Aquaman-Geschichte)
- Batman #247, 250 (Batman-Geschichte), 327 (Batman & Robin Geschichte), 421;
- Batman Chronicles #13, 21
- Batman. Dark Knight of the Round Table #1–2
- Batman. Gordon of Gotham #1–4
- Batman: Gotham Knights #19, 28
- Batman Hollywood Knight #1–3
- Batman Turning Points #3
- Birds of Prey #12
- Birds of Prey. Wolves (Graphic Novel)
- Black Canary New Wings #1–4
- Black Fury #7, 42, 47
- Brave and the Bold #65 (Flash & Doom Patrol), #143–144 (Human Target), #163 (Batman & Black Lightning), #166 (Batman & Black Canary)
- Catwoman #31–32
- Christmas with the Super-Heroes #2 (Deadman Geschichte)
- Detective Comics #426, 430, 436, 449 (Elongated Man Geschichte), #457 (Batman Geschichte), #484, 486, 493 (Human Target), #487 (Batgirl), #500 (Batman)
- Flash #206, 208, 210, 212 (Elongated Man Geschichte), #220–221, 223–224 (Green Lantern Geschichte)
- Flash (2. Serie) Annual #10
- Jonah Hex (2. Serie) #51
- Jonni Thunder a.k.a. Thunderbolt #1–4
- Justice League of America (4. Serie) #0
- Lois Lane #112, 115–116 (Rose and Thorn Geschichte)
- Modesty Blaise (Graphic Novel)
- New Teen Titans (2. Serie) #16 (Tales of Tamaran)
- Power of Shazam #28
- Secret Origins (2. Serie) #6 (Halo Geschichte)
- Secret Origins of the World's Greatest Super-Heroes (Batman) (1989)
- Supergirl (3. Serie) Annual #1 (1996)
- Superman #236, 255, 271 („Fabulous World of Krypton“ Geschichte)
- Wonder Woman #200–203, 220, 300

### Arbeiten für Marvel Comics
- Deadly Hands of Kung Fu #1, 3
- Dracula Lives #5–8, 10–11
- Legion of Monsters #1 (Dracula Geschichte)
- Marvel Feature (2. Serie) #1 (Red Sonja Geschichte)
- Savage Sword of Conan #25 (Conan-Geschichte), #78 (Red Sonja Geschichte)

### Arbeiten für Warren Publishings
- Creepy #94
- Eerie #88

### Buchveröffentlichungen
- Drawing Comics with Dick Giordano, 2005.